# Stig Vig
Stig Vig, artistnamn för Per-Åke Odeltorp, född 19 november 1948 i Boden, död 24 januari 2012 i Sofia församling i Stockholm, var en svensk musiker, sångare och kompositör. Han var mest känd som frontman och basist i rockreggaebandet Dag Vag. Stig Vig blandade ska och reggae med blues, punk och folkrörelseprogg samt svenskt kulturarv som Elsa Beskow, Dan Andersson, Evert Taube och Thore Skogman.

## Biografi

### Bakgrund
Odeltorp bildade under skoltiden i Östersund år 1966 bandet God's Sideburns. I början av 1970-talet arbetade han som ljudtekniker för Träd, Gräs och Stenar (under namnet "Per Gud"). Omkring 1973 började han sjunga i egna band, bland annat Nordpilen och Hottentotts. Han ingick också i musikteatergruppen Blomkraft (Flower power) som musiker, sångare och skådespelare. I gruppen ingick bland andra Christer Bjernelind från Archimedes Badkar och Torbjörn Abelli från Träd, Gräs och Stenar. Ofta framförde de dockteater blandad med skuggspel, men det förekom även TV-program, turnéer och rena spelningar. Gruppen upplöstes någon gång 1975–76.

### Dag Vag
Odeltorps låt "Dimma" släpptes som singel i februari 1978 under bandnamnet Dag Vag & Svagsinta. Det var ursprungligen tänkt som ett soloprojekt, där Odeltorp själv var Dag Vag. Ett år senare kom debutalbumet Dag Vag, då tillsammans med ett riktigt band, bland annat med brodern Lennart Odeltorp på trummor under artistnamnet Tage Dirty. Per Odeltorps "naivt enkla texter och pratsjungande sång" gjorde succé, och åren 1978–83 var Dag Vag "ytterst folkkära och spelade överallt och hela tiden". 1981 turnerade Dag Vag landet runt med Ebba Grön under rubriken "Turister i tillvaron". De var då de två största banden i Sverige. Den 2 mars 1981 medverkade bandet i Måndagsbörsen.
Till slut blev det för mycket: "Vi brände ut både oss och publiken. Det gick inte att sätta stopp. Eftersom vi gjorde allt själva fanns det ingen manager eller så som kunde se helhetsbilden".
1983 startade Odeltorp tillsammans med bland andra Johan Zachrisson (Zilverzurfarn) ett nytt band, Ojj!600. De gjorde albumet Vill ha allt som gavs ut av Sonet.
Först i slutet av 1988 återupptog han samarbetet med resten av Dag Vag och spelade in albumet Helq, som släpptes 1989. Tre år  senare kom ännu ett Dag Vag-album, Halleluja!, men sedan avstannade samarbetet: "Plattan funkade helt enkelt inget vidare. Man kan väl säga att vi gick vilse. Jag var inne på att programmera trummor och så och det slutade med att vi inte kunde spela låtarna live."

### Teater- och filmmusik
Per Odeltorp började i stället göra teatermusik: "Det är roligt med teater, mycket lustfyllt. Genom teatern har jag träffat en massa intressanta personer som jag antagligen aldrig skulle ha stött på annars. Exempelvis så har jag varit med och gjort musik åt Thorsten Flinck." 1996 spelade Odeltorp bas i Dramatens uppsättning av Brechts Puntila regisserad av Flinck. I pjäsen spelade han även en mindre roll, Den ynklige. Det ledde till fler uppdrag av Flinck – Odeltorp skrev musiken och framförde en roll i pjäsen Knox som spelades av Radioteatern hösten samma år. 1997 fortsatte samarbetet då han skrev musiken till Teaterhögskolans slutproduktion Klassfiende. Utbildningsradion gjorde en dokumentär om en av skådespelarna i Klassfiende och Odeltorps musik användes i filmen.
Under senare delen av 1997 repeterade han med Riksteatern. Thorsten Flinck skulle regissera Cabaret, men projektet havererade innan det hann bli premiär. Ett år senare fullföljde Flinck ett annat projekt med Odeltorp, Strindbergs Fordringsägare på Radioteatern. I början av 1999 skrev Odeltorp musiken till en dramadokumentär om en spärrvakt i Stockholms tunnelbana. Senare samma år var han tillbaka på Dramaten som orkesterledare i Klas Klättermus och hade spelningar tillsammans med Ulf Dageby och Zilverzurfarn under bandnamnet Tre Wräk Med Evert (Evert var deras trummaskin). Hösten 2000 skrev Odeltorp musiken till Huset som Rut glömde på Teater Replica och spelade bas på Stadsteaterns Sotarpojken. 2001 komponerade han musiken till Sam Shepards Fool For Love åt Sigurdteatern i Västerås.
Under slutet av 2003 och början av 2004 var han med i orkestern på Stadsteaterns Nysningen. Musiken var komponerad av Ulf Dageby och efter lite inledande förvirring om instrumentationen – det var länge tal om en heavy metal-trio – så slutade det med endast två personer i orkestern: en harpist och Odeltorp på laptop.
2009 blev Odeltorp engagerad som enmansband till en mikroopera på Teater Brunnsgatan Fyra med text av Kristina Lugn och musik av Ulf Dageby. Under repetitionsarbetet ändrades först operan till en musikal, sedan till en teaterpjäs med förinspelad musik. Två veckor före premiären fann därför Odeltorp att han var utan jobb.

### Dag Vags comeback
År 1999 uppträdde Odeltorp och hans kompanjoner i Dag Vag när Aftonbladet firade tidningens musikpris Rockbjörnens 20-årsjubileum: "Efter det fick vi blodad tand igen". Men de följande åren gjorde bandet bara ett par spelningar om året.
År 2003 var Odeltorp nära att avlida i en njursjukdom som inneburit dialys tre timmar om dagen i nära tre år. Till slut kunde han få en ny njure transplanterad efter organdonation av en vän från Pink Champagne.
År 2006, 14 år efter det senaste albumet, gavs Kackerlacka ut, där låten "En del av dej", med stick och tonartshöjningar, från början var avsedd för Melodifestivalen. Dag Vag fick ny bokare och det innebar att de kunde trappa upp verksamheten. 2007 gjorde de nästan 50 spelningar. 2010 blev det nära 30 konserter.

## Diskografi

### Som ljudtekniker och producent
- 1972 – Djungelns Lag av Träd, Gräs och Stenar (Tall Records, producent)[19]
- 1972 – Live 1972 av Träd, Gräs och Stenar (1/2 Special Skivor & Trams, ljudtekniker)[19]

### Soloskivor
- 1984 – Stig Vig & dom 40 röjarna - Presenterar Kapten Sörensen
- 1988 – Stig Vig & dom 40 röjarna - Stickan & 2 till!
- 1992 – Kånkelmania/ A tribute to Onkel Kånkel - medverkar med låten "CP-Turk" som Stig Vig & de 40 röjarna

### Filmmusik[20]
- 1996 – Dea marina (mixning)
- 1996 – Bongo Beat (övrig medarbetare)
- 1997 – Jag är din krigare (exekutör)
- 1999 – Spärrvakten (musik)